# 赤城温泉

赤城温泉，又名汤泉，位于中华人民共和国河北省张家口市赤城县县城赤城镇以西7.5千米，汤泉河南岸的山谷中。温泉地处燕山山脉南北、东西断裂层的交汇处，构成了地下水与地壳深部热源相接触的良好通道，岩层中各种微量元素逐渐溶于水中，形成高温矿泉水。温泉分总泉（滚池）、胃泉、眼泉、平泉、气管炎泉及冷泉等。泉水中的矿物质成分对多种疾病有一定疗效。北魏郦道元编著的《水经注》已有对赤城温泉的记述。现周边利用温泉已建有多家宾馆、疗养院。